# Fabio Albergati

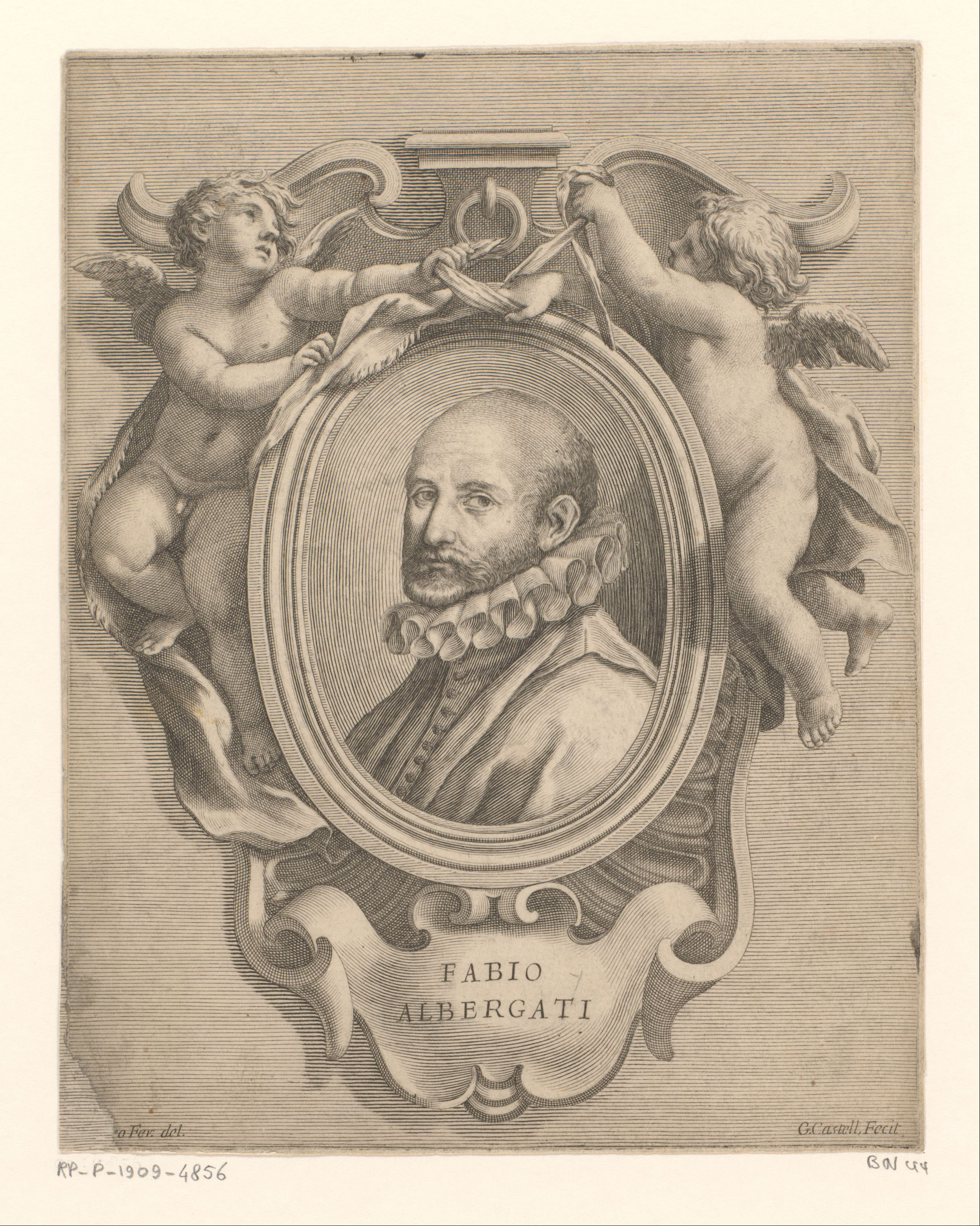
Fabio Albergati

Fabio Albergati (* um 1550 in Bologna; † 1605 in Bologna) war ein italienischer politischer Schriftsteller und Diplomat in der Renaissance.

## Leben
Albergati war ein Mann der Kurie, ein Laie, der verschiedenen Päpsten in diplomatischen Missionen zu Diensten stand, in hohen kurialen Kreisen verkehrte und sich zudem als Verfasser politischer und moralphilosophischer Schriften hervortat.
Fabio Albergati wurde im Jahr 1538 als eines von zwei Kindern von Filippo Albergati und Giulia Bargellini geboren. Der nachmalige Papst Innozenz IX. lernte ihn als Kardinal gegen 1584 kennen und machte ihn zum Schlosshauptmann von Perugia. Später wurde er zum avvocato consistoriale von demselben Papste ernannt. Mit den berühmtesten Persönlichkeiten seiner Zeit stand Albergati in näherem Verkehr, so wurde er sehr geschätzt von Papst Urban VIII., als dieser noch Kardinal war, und sein vertrautester Freund war Francesco Maria II. della Rovere, der letzte Herzog von Urbino.
Er begleitete diesen stets auf seinen wissenschaftlichen Reisen und war offiziell bei ihm Gesandter des Papstes. Albergati heiratete eine Adelige, eine Gräfin Flaminia Bentivoglio, die ihm 6 Söhne und 5 Töchter gebar; eine von ihnen, Lavinia, erzählt Mazzuchelli, wurde die Gattin des Herzogs Horatio Lodovisi, eines Bruders des Papstes Gregor XV. Auch Albergatis Todesjahr ist nicht genau bestimmt; es schwankt zwischen 1605 und 1606, so dass er etwa 56 Jahre alt wurde.

## Werke
Fabio Albergatis „Discorsi politici“ (1602) sie stellen die erste und zugleich die einzige umfassende und systematische Abhandlung über Jean Bodins Sechs Bücher über den Staat dar. Sie können als repräsentativ für die Reaktion der Kurie auf das Werk Bodins gelten; sie sind die einzige Antwort auf den Franzosen, von der wir wissen, dass sie im Kardinalskollegium auf breite Zustimmung gestoßen ist.

### Hintergründe
Im Jahr 1588 war die erste italienische Ausgabe der Sechs Bücher über den Staat erschienen, drei Jahre später handelte die Kurie: im Verlauf des Jahres 1591 verlangte die Inquisition das Verbot sämtlicher Schriften Bodins, am 15. Oktober 1592 folgte das Verdikt der Indexkongregation. Auch in Spanien und der Schweiz wurden die Werke Bodins verboten. Die Indizierung eines Autors bedeutete indes nicht, dass seine Schriften in Italien nicht erhältlich gewesen wären; in Bologna etwa zirkulierten im sechzehnten Jahrhundert etliche Bodin-Ausgaben. Wenn das Instrument der Indizierung nicht den gewünschten Erfolg versprach, den Gegner mundtot zu machen, so musste auch auf einer zweiten Ebene gegen unliebsame Doktrinen vorgegangen werden: der der direkten Antwort. Und in der Tat sorgten Päpste und einflussreiche Kardinäle regelmäßig dafür, dass renommierte Autoren damit beauftragt wurden, sich kritisch mit verbotenen Werken auseinanderzusetzen.
Im Falle Bodin machte Kardinal Gian Antonio Facchinetti den Anfang. In den 1580er Jahren hatte er Material gesammelt, um die katholische Kirche gegen Bodin, Machiavelli und ihre Spießgesellen verteidigen zu können. Er selbst kam nicht dazu, sein Werk zu veröffentlichen, denn er wurde als Innozenz IX. Papst, aber er gab den Staffelstab weiter an den Jesuiten Antonio Possevino. Possevino war Facchinetti als frommer Mann und scharfer Kritiker Machiavellis und Bodins bekannt, und so beauftragte er ihn schon vor seiner Papstwahl, eine Verurteilung des gefährlichen Denkens zu verfassen.
Bereits 1588 machte Neapel sich Possevino ans Werk, veröffentlichte allerdings erst 1592 sein „Judicium“ gegen Bodin, die politiques und Machiavelli. Das Werk ist sicherlich die bekannteste Schrift der Zeit gegen das Denken Bodins, wenngleich zu Unrecht, denn sie verdankt ihren Bekanntheitsgrad in erster Linie den diplomatischen Erfolgen ihres Autors.
Bereits Possevinos Zeitgenossen war indes nicht entgangen, dass der Jesuit mit seiner Verurteilung Bodins an der Oberfläche geblieben war und zudem eine lückenhafte und unsystematische Abhandlung mit heißer Nadel gestrickt hatte.
Und hier kommt Fabio Albergati ins Spiel, der Mitte der 1590er Jahre von der Kurie aufgefordert wurde zu zeigen, dass Bodin sich von den wahren Prinzipien der Politik und denen der katholischen Doktrin entfernt habe.

### Die Discorsi politici
Albergatis Interesse an Jean Bodin lässt sich bis ins Jahr 1593 zurückverfolgen, in dem er einem Freund berichtet, ihm sei eine Liste verbotener Bücher versprochen worden, unter ihnen – und dies ist die einzige spezifische Autorenangabe, die Albergati macht – Werke Bodins. Spätestens 1597 schließlich hat Albergati sowohl eine französische als auch eine lateinische Ausgabe der Sechs Bücher über den Staat bei sich zu Hause, entscheidet sich aber als Grundlage seiner Arbeit für die lateinische Version, zum einen aus Bequemlichkeit, zum anderen weil ihm die Unterschiede zwischen beiden Ausgaben gering erscheinen. Und im selben Jahr hat er seine Arbeit an den „Discorsi politici“ so welt fortgeführt, dass er daran denkt, dem Buch den letzten Schliff zu geben. Wir können annehmen, dass ein Großteil des Werkes gegen Ende des Jahres fertiggestellt war. Ganz so schnell wie geplant konnte Albergati seine Arbeit allerdings nicht abschließen. Zwischen Dezember 1597 und Februar 1598 war er „für zwei Monate gezwungen, einen Waffenstillstand mit Bodin zu schließen“, da eine eigene Ausgabe der sechs Bücher, die ihm zugesagt worden war, auf sich warten ließ. Jetzt aber hoffte er, seinen Traktat schnell zu Ende fuhren zu können. Offensichtlich legte Albergati die „Discorsi politici“ in den folgenden Jahren beiseite und widmete sich anderen Werken. Nur im Sommer 1599 fügte er dem druckreifen Werk das Kapitel uber den Erhalt und die Wandlung von Staaten an, ein bisher außer Acht gelassenes Thema, dem er große Bedeutung beimisst. Hiermit enden die Berichte Albergatis über den Stand seiner Discorsi politici, die Arbeit ist endgültig abgeschlossen. Als das Werk 1602 in Druck geht, schwächt Albergati nur noch einige allzu harte und einseitige Urteile gegen Bodin ab.
Aufgefordert, Bodins Lehre zu kritisieren, tut Albergati dies durch eine gründliche Verteidigung des Aristoteles, die er bereits im Titel seines Werkes ankündigt: „Dei Discorsi politici libri cinque ne i quali viene riprobata la dottrina politica di Gio. Bodino, e difesa quella d'Aristotele“. Auf knapp 600 Seiten verurteilt Albergati die seiner Meinung nach zentralen Inhalte von Bodins Denken. Der Stil seines Werkes ist durchweg polemisch. Bodin ist „der Gegner“, der „eher des Mitleides denn einer Antwort würdig ist“, weil er von politischen Angelegenheiten nichts versteht: Bodin hat weder begriffen, was einen Staat ausmacht, noch wie sich einzelne Staaten voneinander unterscheiden, noch was unter einer Stadt zu verstehen ist, noch was ein Burger, eine Familie, Beamte sind, wie Gesetze entstehen, wie Staaten sich verändern. Schließlich hat er die wahre Religion nicht erkannt, „auf die jegliches gemeinschaftliche Leben ausgerichtet sein muss“. Dementsprechend geht Albergati zunächst auf den Bedeutungsinhalt des Begriffs „Staat“ ein, bevor er sich der Familie und dem Ursprung des Staates zuwendet. Im zweiten Buch behandelt er verschiedene Staatsformen und ihre Mischung sowie den Begriff der Souveränität, von Albergati maestà genannt. Das dritte Buch behandelt Recht und Beamte sowie die Prinzipien von Harmonie und Geometrie. Das vierte Buch kehrt zu den Staaten zurück und beschäftigt sich mit dem Wandel von Staatsformen und ihrer Vorhersehbarkeit. Das letzte Buch schließlich behandelt Bodins religiöse Auffassungen. In der Regel argumentiert Albergati entweder textimmanent, indem er Bodin Widersprüche und Ungenauigkeiten nachweist bzw. nachzuweisen versucht, oder er kontrastiert die Auffassungen Bodins mit aristotelischen Konzepten und Definitionen. Bis auf das letzte Buch folgt der Aufbau der „Discorsi politici“ streng der Struktur der Sechs Bücher. Albergati kritisiert Bodin Schritt für Schritt und Seite für Seite, bis die Kritik bei Bodins viertem Buch, genauer bei seiner Abhandlung über die Magistrate, sporadischer wird. En detail setzt sie erst wieder bei Bodins Schlusskapitel ein, und sie führt ihn zu seinem abschließenden Urteil über den „Gegner“ Bodin: selbstbewusst schließt Albergati, er habe Bodins Unkenntnis politischer Zusammenhänge, wie sie in den Sechs Büchern zum Ausdruck käme, bewiesen.

### Die Quellen Albergatis
Bei der Erforschung der Quellen Albergatis lässt sich ein merkwürdiges Fazit gewinnen. Wenn er in seinen Werken durchweg christlich-scholastischer Weltanschauung ist, so sind doch seine Quellen besonders in seinem Hauptwerke den „Discorsi politici“ fast ausschließlich Schriftsteller der Antike und außer Thomas von Aquin ist kaum ein anderer Scholastiker genannt. Die Bildung Albergatis ruht also wesentlich auch auf dem humanistischen Wissen. Ja, es ist sogar nicht unwahrscheinlich, dass er mit Absicht seine ganze Beweisführung auf die Schriften der Humanisten basieren will, um eben nicht durch Einreihung in das Lager der Scholastik von seinen Gegnern sang- und klanglos abgetan, sondern als ebenbürtiger, auf der gleichen Bildungsstufe stehender Gelehrter ernst genommen zu werden. In ziemlich chronologischer Reihenfolge möchte ich die wichtigsten Quellen erwähnen und, wie schon gesagt, hauptsächlich auf die „Discorsi politici“ Rücksicht nehmen. Als ältestes Buch kommt das Buch aller Bücher bei dem frommen Katholiken, die Bibel in Betracht. Doch wird hier das alte Testament bevorzugt und besonders in den Büchern Moses weiß er gut Bescheid zu geben. Von assyrischen und ägyptischen Quellen kommt natürlich kaum etwas in Betracht. Von den griechischen Quellen sind die Dichter auffallend wenig zitiert (Homer zweimal, Hesiod and Pindar je einmal). Schon viel weitgehendere Einsicht hat er in die Werke der griechischen Gesetzgebung genommen und Drakon Solon und Lykurg sind ihm bekannte Geister. Von den Geschichtsschreibern führt er Herodot als Zeugen an, dass der Staat der Spartaner ein gemischter gewesen sei (Disc. pol. 261), auch Thukydides kennt er genau, doch noch vertrauter ist ihm Xenophon, der einen großen Platz in seinen Ausführungen einnimmt; insbesondere dessen Ausspruch, dass das Verhältnis zwischen Mann und Frau dem Optimatenstaate ent spreche, billigt er vollständig. Auch Hippokrates wird erwähnt und seine Ratschläge in Bezug auf Pubertät und Heiratsfähigkeit (Disc. pol. 451) akzeptiert. Den größten Raum nehmen natürlich die griechischen Philosophen ein und außer dem alle anderen überragenden und noch später erwähnten Aristoteles haben auch Sokrates und Platon, die Pythagoreer, Epikur und die Stoiker volle Beachtung, wenn auch nur teilweise Anerkennung gefunden. Neben Demosthenes ist auch Polybios eifrig von Albergati studiert und benutzt worden, insbesondere der letztere Ausspruch, es gebe sieben Arten von Staatsgebilden (Disc. pol. 203), ist in seine Untersuchung hineingezogen worden.
Kommen wir zu den römischen Quellen, so ist zunächst die genaue Kenntnis der altrömischen Rechtsverhältnisse anerkennenswert. Eine Autorität bei ihm ist der alte Cato, wenn er sagt; „ne privatam rem quidem agerent feminae sine auctore parentum, fratrum, virorum“ (Cato bei Livius Buch 34), also für die Unselbständigkeit der Frau sich ausspricht. Neben ihm spielt Livius eine Rolle, die allerdings von Cicero bei weitem überboten wird, der wohl nach Aristoteles am häufigsten erwähnt wird. Von Geschichtsschreibern seien aus dem klassischen Zeitalter der römischen Literatur noch Caesar, Sallust, Plinius und Tacitus angeführt. Von Dichtern der aurea aetas wird nur Ovid Beachtung geschenkt, so führt er dessen Definierung der „maestà“ in den „Fasti“ an (Disc. pol. 295). Von den Autoren des silbernen Zeitalters erwähnt er Seneca, dessen gute Einteilung der Staatengebilde er lobt (Disc. pol. 471). Eine sehr geachtete Stellung nimmt Plutarch ein; besonders wird seine Ansicht bei der Frage, gibt es Staatenmischungen, zu Hilfe gezogen. Weniger Beachtung wird dagegen Sueton gezollt; auch Gellius, der Verfasser der „Noctes Atticae“ ist ihm kein Fremder. Auch den späteren Perioden hat Albergati eifrig Gehör geschenkt: Flavius Josephus, Diogenes Laertios, der Kirchenlehrer Tertullian, Galenos, Ulpian, Zosimos und Justinian sind erwähnt. Wohl kennt er Dio Cassius und die Ansichten des Dionysios von Halikarnassos über die väterliche Gewalt (Disc. pol. 57) und die Souveränität (Disc. pol. 297) wie auch dieselben Anschauungen des Valerius Maximus sind ihm vertraut. Gleichfalls ist er im Koran gut bewandert. Von den Kirchenvätern sind nur Ambrosius und Augustin gelegentlich erwähnt, während von Hieronymus keine Rede ist. Des Abtes Sigebert von Gembloux „Chronicon“ dagegen ist ihm bekannt, ebenso wie er Platina seine Beachtung schenkt.
Kommen wir zu seinen Zeitgenossen, so sind Bodin und Macchiavelli diejenigen, die im Vordergrunde des Interesses stehen. Doch werden auch der Graf von Mirandola und der Jesuit Possevino häufig zitiert. Auch die berühmten Kardinäle Baronio (1538–1607) und Bellarmino (1542–1621), einer der berühmtesten Polemiker der katholischen Kirche, werden gelegentlich erwähnt.
Von Scholastikern werden (wie schon vorher bemerkt), nur wenige angeführt, unter ihnen Thomas von Aquin und seine Worte über die Tugendhaften.

## Rezeption
Otto von Gierke in seinem „Althusius“ (in der 2. Auflage, S. 153 Anm. 91) bei der Besprechung der gemischten Herrschaftsformen Albergatis „Discorsi politici“ erwähnt, insbesondere seine Definition der „maestà“ im Gegensatz zu Bodin (disc. politici S. 291), sowie sein Eintreten für die gemischten Staatsverfassungen (Althusius, S. 251 ff.).